# Даев, Вячеслав Евгеньевич
Вячесла́в Евге́ньевич Да́ев  (род. 6 сентября 1972, Тула) — советский и российский футболист, защитник; тренер. В чемпионатах России сыграл 261 матч, в том числе 260 в стартовом составе.

## Биография
Воспитанник футбольной секции Тульского машиностроительного завода, первый тренер Виктор Ермаков. Активные выступления начал в 1991 за «Знамя Труда» Орехово-Зуево.
В 1992 году провёл один матч за «Арсенал» Тула. Это была товарищеская игра против сборной профсоюзов Марокко. Даев не подошёл тренерскому штабу «Арсенала» и не был заявлен за команду.
С 1992 играл за смоленские команды — «Искра» (1992) и «Кристалл» (1993—1994).
Играл также за «Крылья Советов» Самара (1995), «Балтика» Калининград (1996—1998), «Торпедо» Москва (1999—2001), ЦСКА Москва (2002), «Шинник» Ярославль (2003—2004)
С 10 октября 2008 года по 2009 год — главный тренер ФК «Торпедо» Москва. В январе 2011 возглавлял юниорскую сборную России (игроки 1992 года рождения), в 2012 — сборную 1997 г. р. В 2014—2016 — тренер в академии «Локомотива», с 2017 — тренер молодёжного состава клуба.

## Сборная
Дебютировал в сборной России 1 сентября 2001 года в матче против Словении (1:2). В этой игре Словения реализовала спорный пенальти в конце встречи. По мнению судьи, Даев хватал за футболку Милана Остерца, однако в 2009 году судья признал, что фола не было. По ходу той встречи во втором тайме у Даева свело ногу из-за неудачного приземления после прыжка.
Был в заявке сборной России на чемпионате мира 2002 года, но на поле не выходил. Всего за сборную России сыграл 8 матчей. Последний матч провёл 21 августа 2002 года против Швеции (1:1).

## Достижения
- Обладатель Кубка России: 2001/02.
- Серебряный призёр чемпионата России: 2002
- Бронзовый призёр чемпионата России: 2000

## Тренерская карьера
- Тренер ФШМ «Торпедо» (2004—2006).
- Тренер ФК «Торпедо» Москва (2007, 2007—2008)
- И. о. главного тренера «Торпедо» (с 22 июня по 31 июля 2007, с 30 мая 2008 по 10 октября 2008).
- С 10 октября 2008 по 7 декабря 2009 год — главный тренер «Торпедо».
- С 2013 года старший тренер ГБУ ФК «ФШМ» и тренер команд игроков 1999 года рождения[7].